# Jandelsbrunn
Jandelsbrunn là một đô thị thuộc huyện Freyung-Grafenau trong bang Bayern nước Đức. Đô thị Jandelsbrunn có diện tích km², dân số thời điểm 31 tháng 12 năm 2006 là người.